# アンリ・マルタン (画家)
アンリ・マルタン（Henri Jean Guillaume Martin、1860年8月5日 - 1943年11月12日）はフランスの新印象派の画家である。

## 略歴
トゥールーズの木工職人の家に生まれた。1877年から1879年の間、トゥールーズの国立高等美術学校でジュール・ガリピュイ(Jules Garipuy)に学んだ。故郷の奨学金を得て1879年にパリに出て、ジャン＝ポール・ローランスに学んだ。1881年にパリの美術学校で知り合った女性と結婚した。後輩の画学生、アンリ・ドゥーセ(Henri Doucet:1883–1915)を指導した。1885年にエドモン＝フランソワ・アマン＝ジャン(1858-1936)やエルネスト・ローラン(1859-1929)とイタリアに留学した。
イタリア留学の後、マルタンのスタイルはアカデミック絵画のスタイルから、より象徴的なスタイルに変わった。1892年にアマン＝ジャンらとジョゼファン・ペラダンの主宰する「薔薇十字サロン展」(salons de la Rose-Croix ) に参加した。その後、象徴的な題材から離れていった。多くの公共建築物の装飾絵画を描いている。
1896年にレジオンドヌール勲章(シュヴァリエ)を受勲した。
息子のクロード＝ルネ・マルタン(Claude-René Martin)とジャック(Jac(ques) Martin-Ferrières)は画家になった。

## 作品

「トゥールーズ市役所の装飾画」
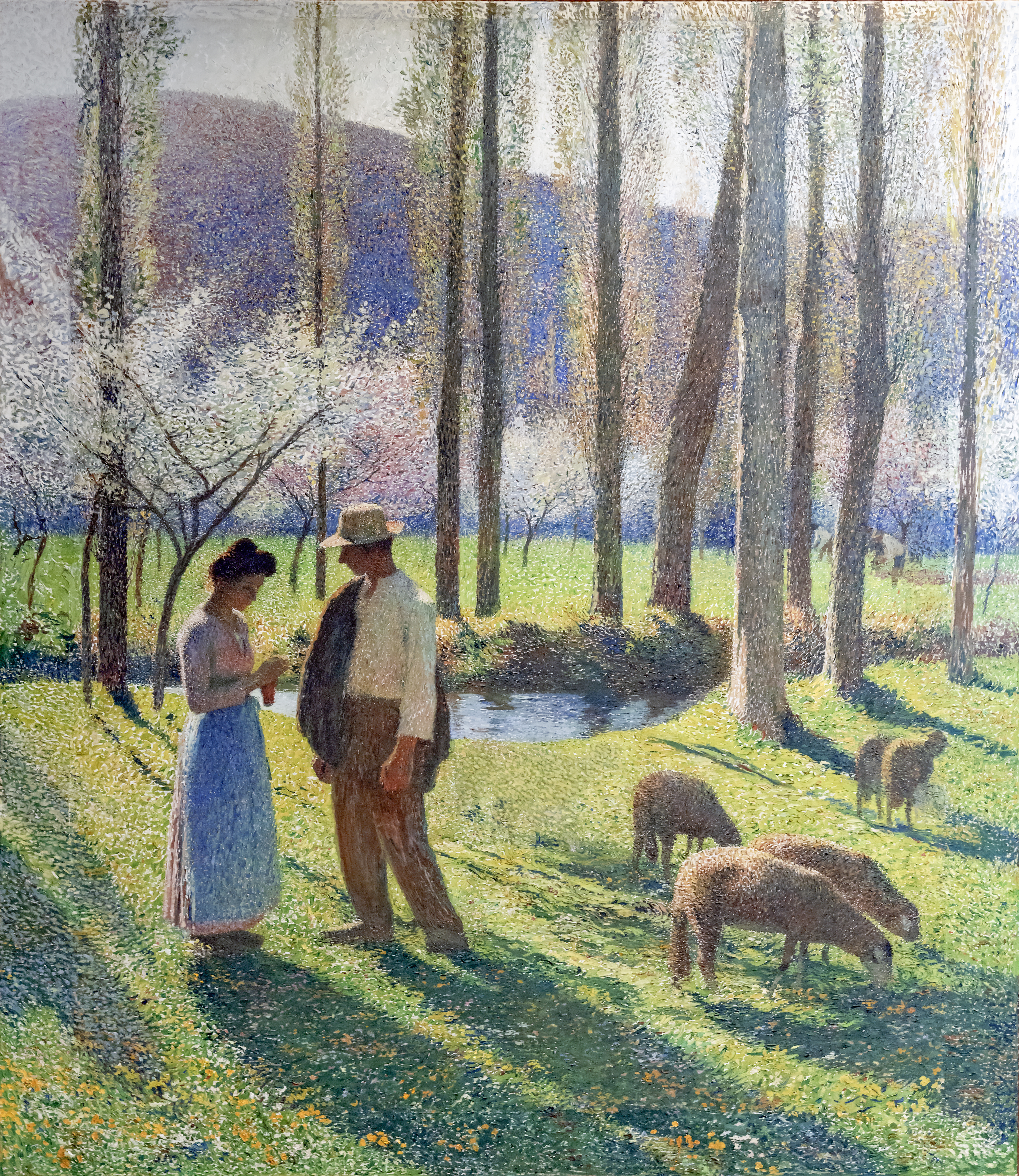
Le printemps
L'été
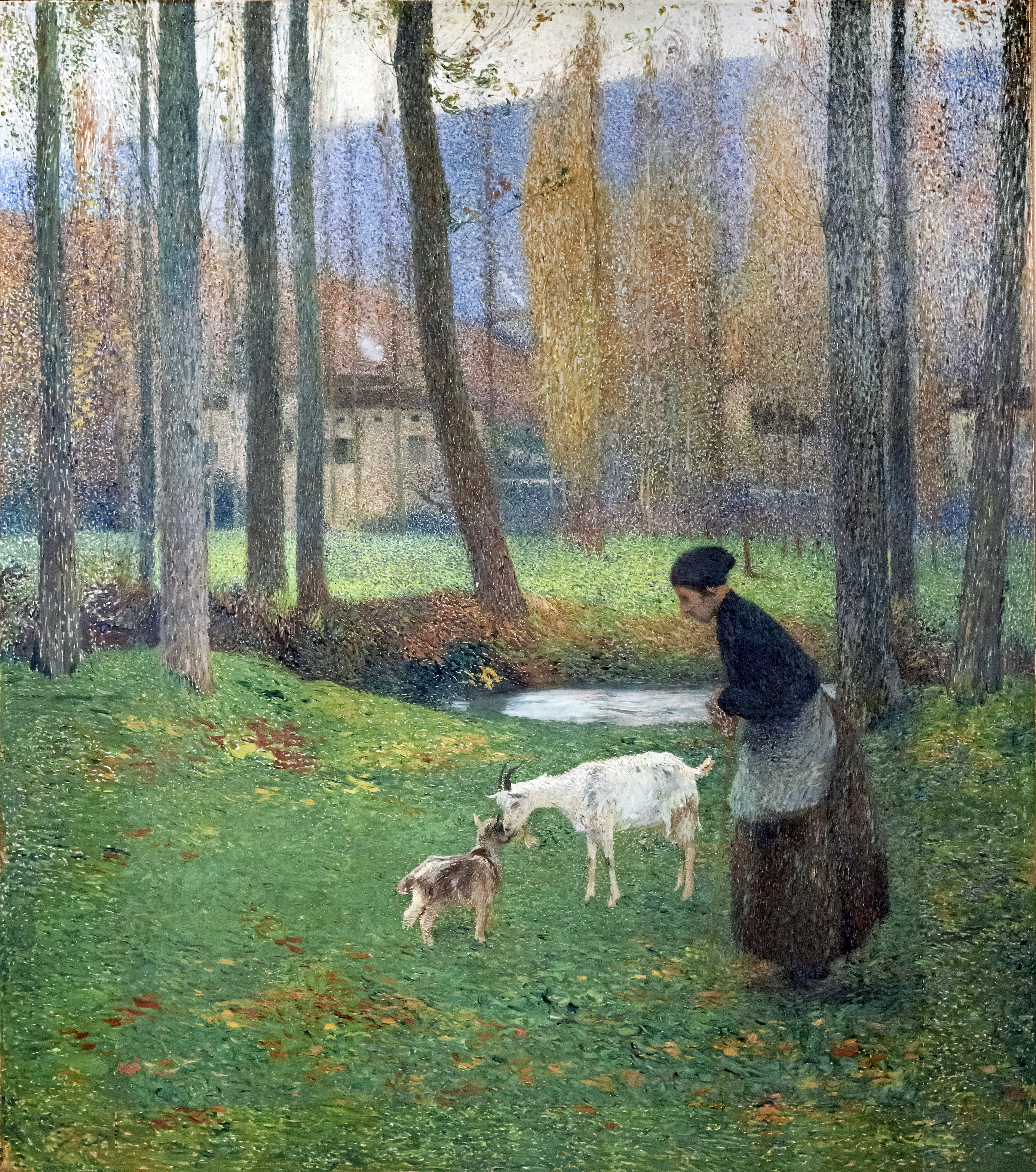
L'automne

### その他の作品

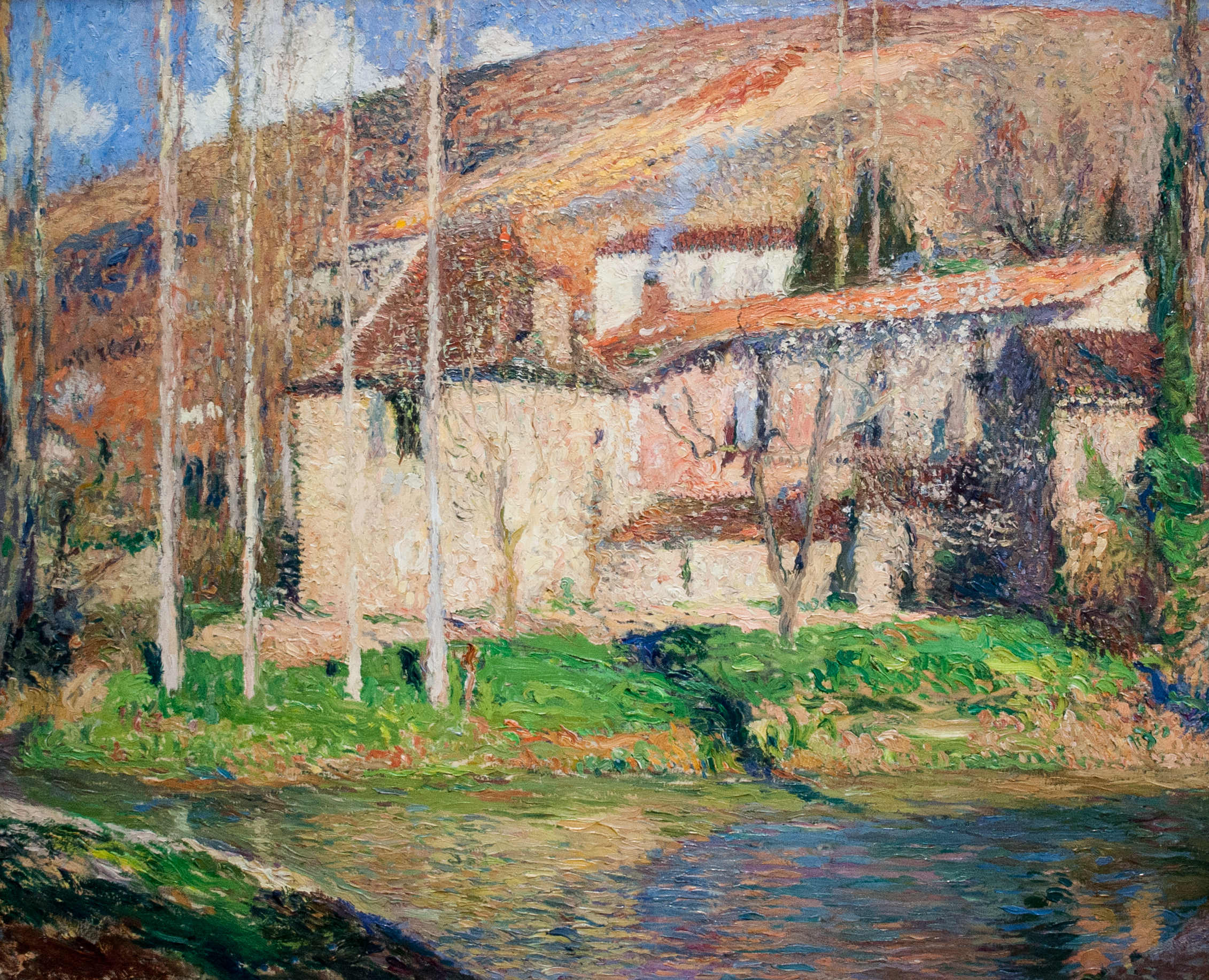
Vue de Labastide-du-Vert (1910)
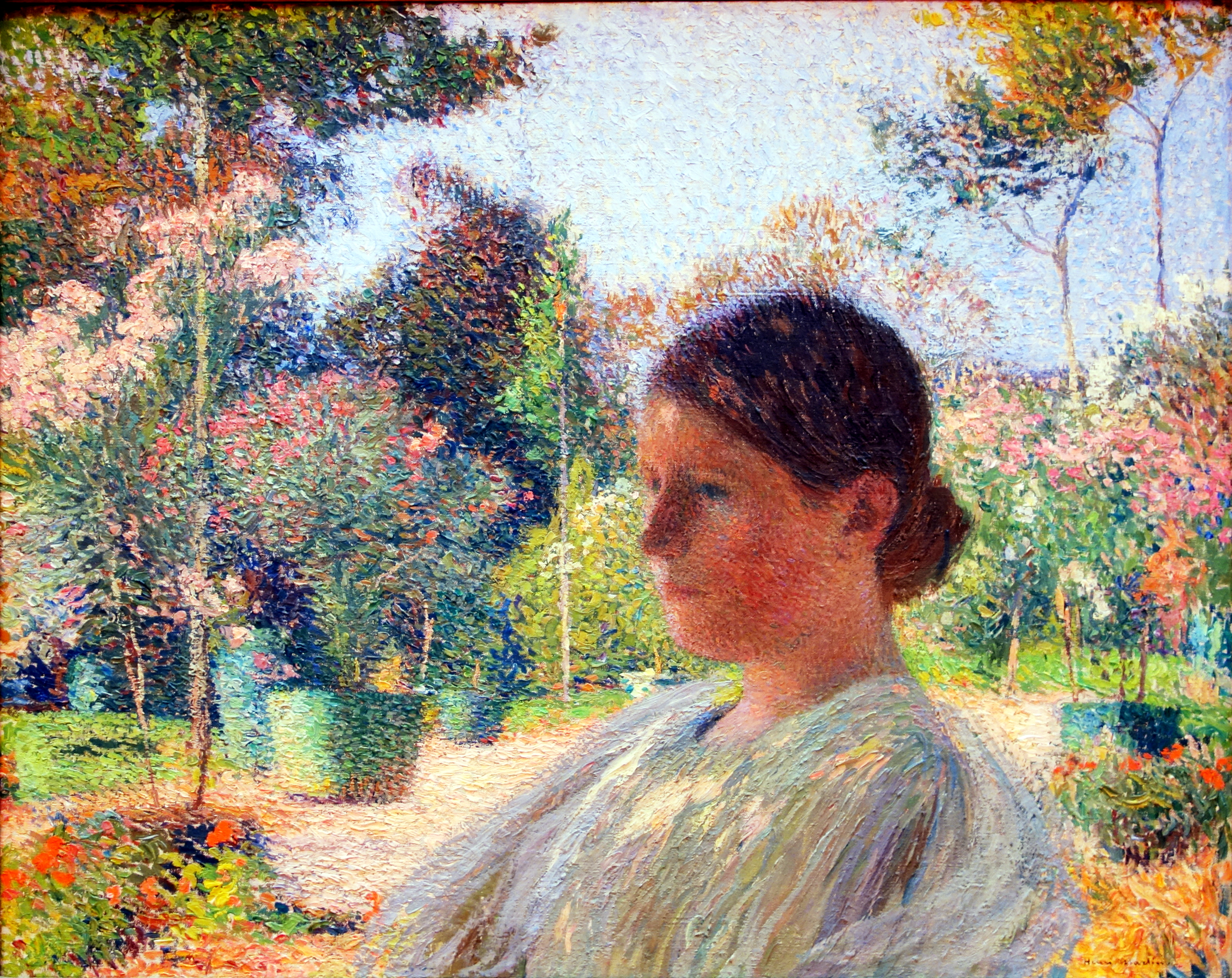
Dans le jardin
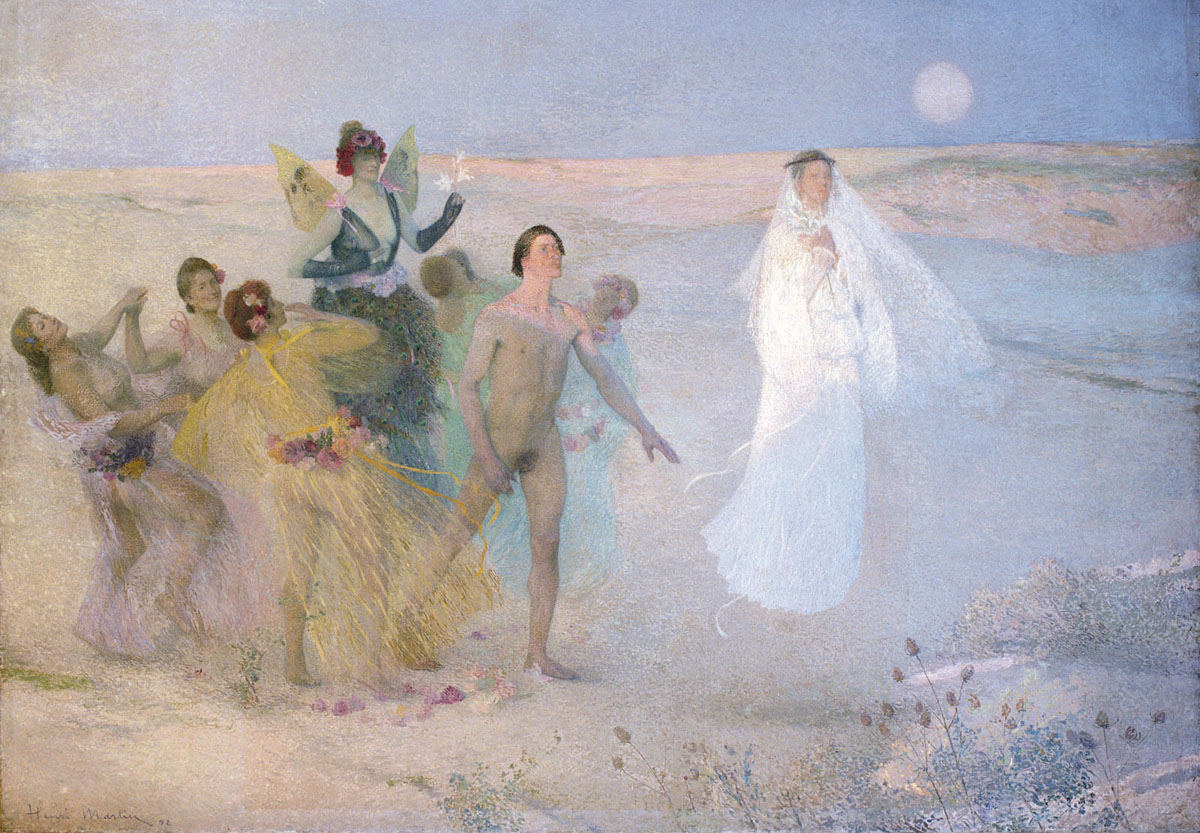
L'Homme entre le vice et la vertu
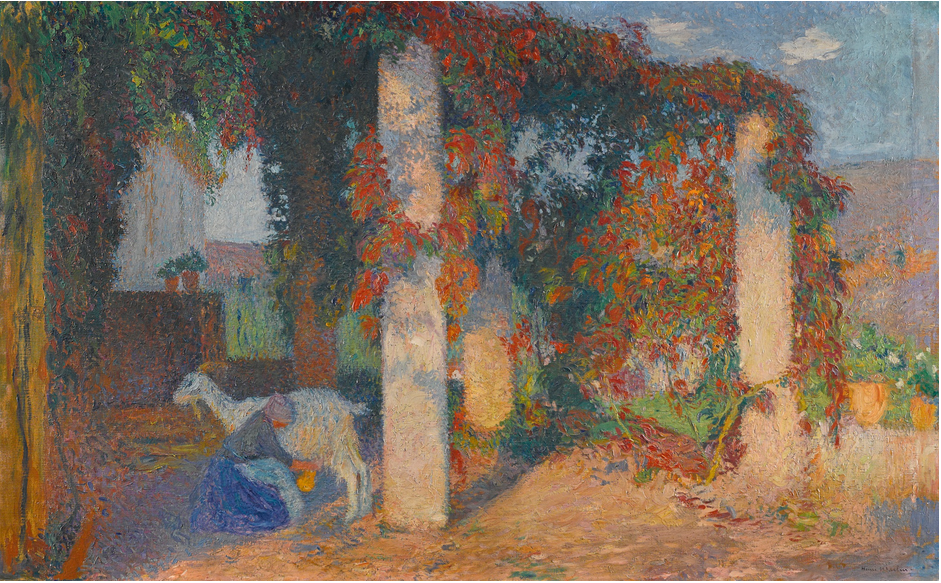

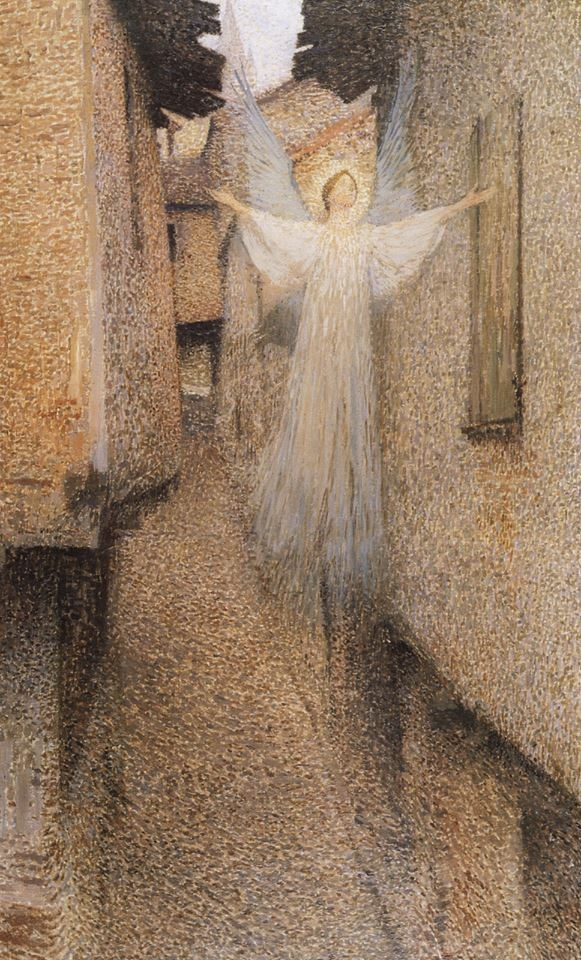
L'apparizione (c.1900)
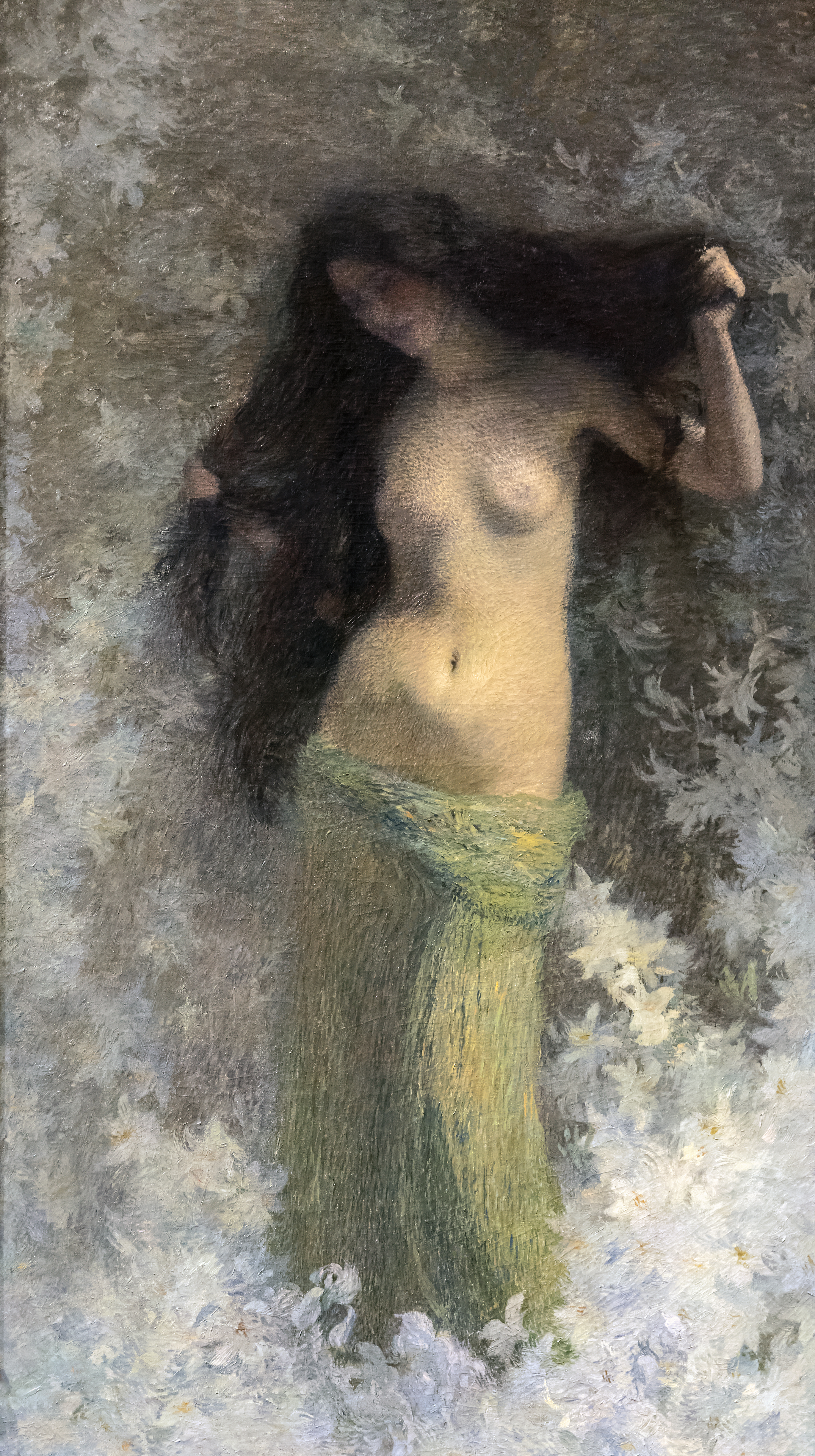
Beauté (1900)
Les Poëtes du Gay Savoir
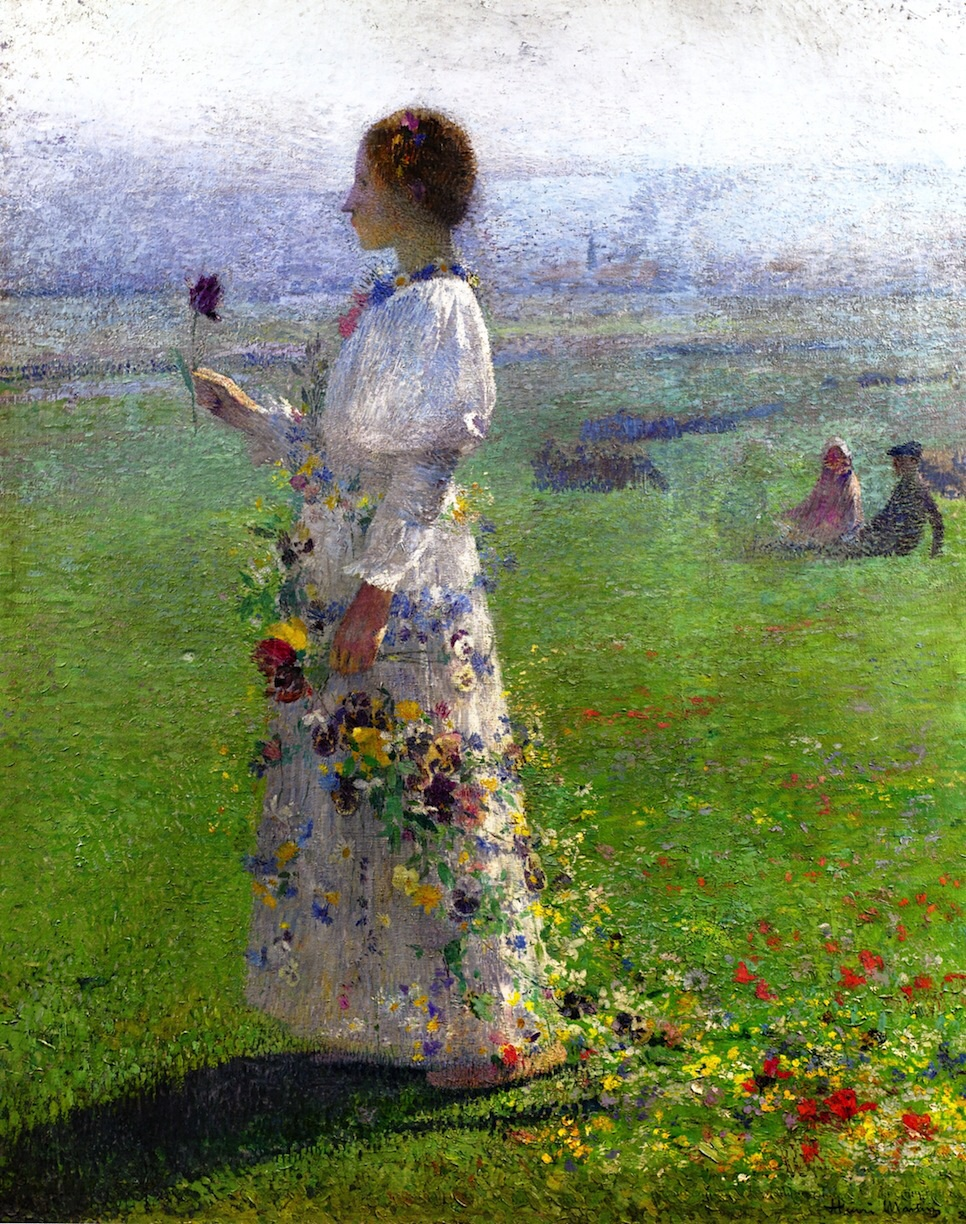
野を歩く少女